# Nils Eldh
Nils Herman Eldh, vid bokutgivning kallad Nils H. Eldh, född 21 februari 1888 i Järnskogs församling, Värmland, död 25 januari 1960 i Katarina församling, Stockholm, var en svensk författare, föreläsare och donator.

## Biografi
Nils Eldh växte upp i Stommen, Järnskog, och var son till fältjägaren och hemmansägaren Anders Ersson Eldh och Stina Olofsdotter.
Han genomgick kustartilleriets underofficersskola, studerade vid kolonialskolan i Bryssel samt tog kolonial ämbetsexamen i Belgiska Kongo 1917. Han var medarbetare i bland andra Sydsvenskan, Tiden och Världshorisont.
Från 1941 var han gift med Signe Ekblad-Eldh som avled samma år som maken. Deras donation är grunden för Eldh-Ekblads fredspris som utdelas av Svenska freds- och skiljedomsföreningen sedan 1960. Makarna är begravda på Katarina kyrkogård i Stockholm.